# Kinuko Tanida
Kinuko Tanida (-Idogawa), née le 18 septembre 1939 à Ikeda dans la préfecture d'Osaka et morte le 4 décembre 2020 à Toyonaka, est une joueuse de volley-ball japonaise.
Joueuse de l'équipe du Japon de volley-ball féminin, elle remporte le Championnat du monde de volley-ball féminin 1962 et le tournoi olympique de volley-ball de 1964 à Tokyo ; elle est également finaliste du Championnat du monde de volley-ball féminin 1960. 